# Campidoglio (Columbus)
Il Campidoglio di Columbus, o Ohio Statehouse, è la sede del governo dello Stato dell'Ohio, uno Stato federato agli Stati Uniti d'America.
Si tratta di un edificio neoclassico ispirato alle costruzioni della Grecia antica, realizzato a seguito di un concorso di idee indetto nel 1838.
Fu progettato da Thomas Walter in collaborazione con Alexander Jackson Davis, ma i lavori iniziarono solo nel 1848, diretti da Nathan Kelley e William Russell West.
Il Campidoglio fu inaugurato il 7 gennaio 1857.